# Saint-Charles-Borromée
Saint-Charles-Borromée est une ville canadienne, située au Québec dans la MRC de Joliette dans Lanaudière. 

## Toponymie
Le choix du nom vient de Barthélemy Joliette dont la femme, Marie-Charlotte Tarieu Taillant de Lanaudiere a été très impliquée dans la construction de l'église locale. La ville devait être nommée en son nom mais puisqu'il n'existait pas de Sainte-Charlotte, on décida de masculiniser le nom qui devint celui de Saint-Charles-Borromée. Charles Borromée (1538-1584) était l'archevêque de Milan et le fondateur des Oblats.

## Histoire
En 1824 Pierre-Paul de Lanaudière, Barthélemy Joliette et Peter-Charles loedel firent bâtir un ensemble de moulins: à farine, à barley, à scies, à cloux, à cardes neuf et un foulon sur le bord de la rivière L'Assomption. Un peu plus tard, il fut suivi par des pionniers venus de Saint-Ambroise-de-Kildare et de Sainte-Mélanie qui ont commencé à défricher l'endroit. Ce fut donc en 1840 que l'on vit la fondation de la paroisse de Saint-Charles-Borromée. L'érection canonique se fit en 1843.
Deux ans plus tard, c'est la création de Saint-Charles-Borromée-du-Village-D'Industrie, paroisse à l'origine de Joliette qui décida de se séparer du reste de la ville en 1864 et qui, au départ, se nommait : L'Industrie. Après avoir cessé d'exister en 1847 pour faire partie du territoire du comté de Berthier, la municipalité de paroisse de Saint-Charles-Borromée fut créée en 1855. En 1864, lorsque Joliette fut érigée, Saint-Charles-Borromée fut amputée d'une grande partie de son territoire et par le fait même, de la partie la plus urbaine de la ville. Malgré cela, le territoire de Saint-Charles-Borromée couvrait tout de même une très grande zone.

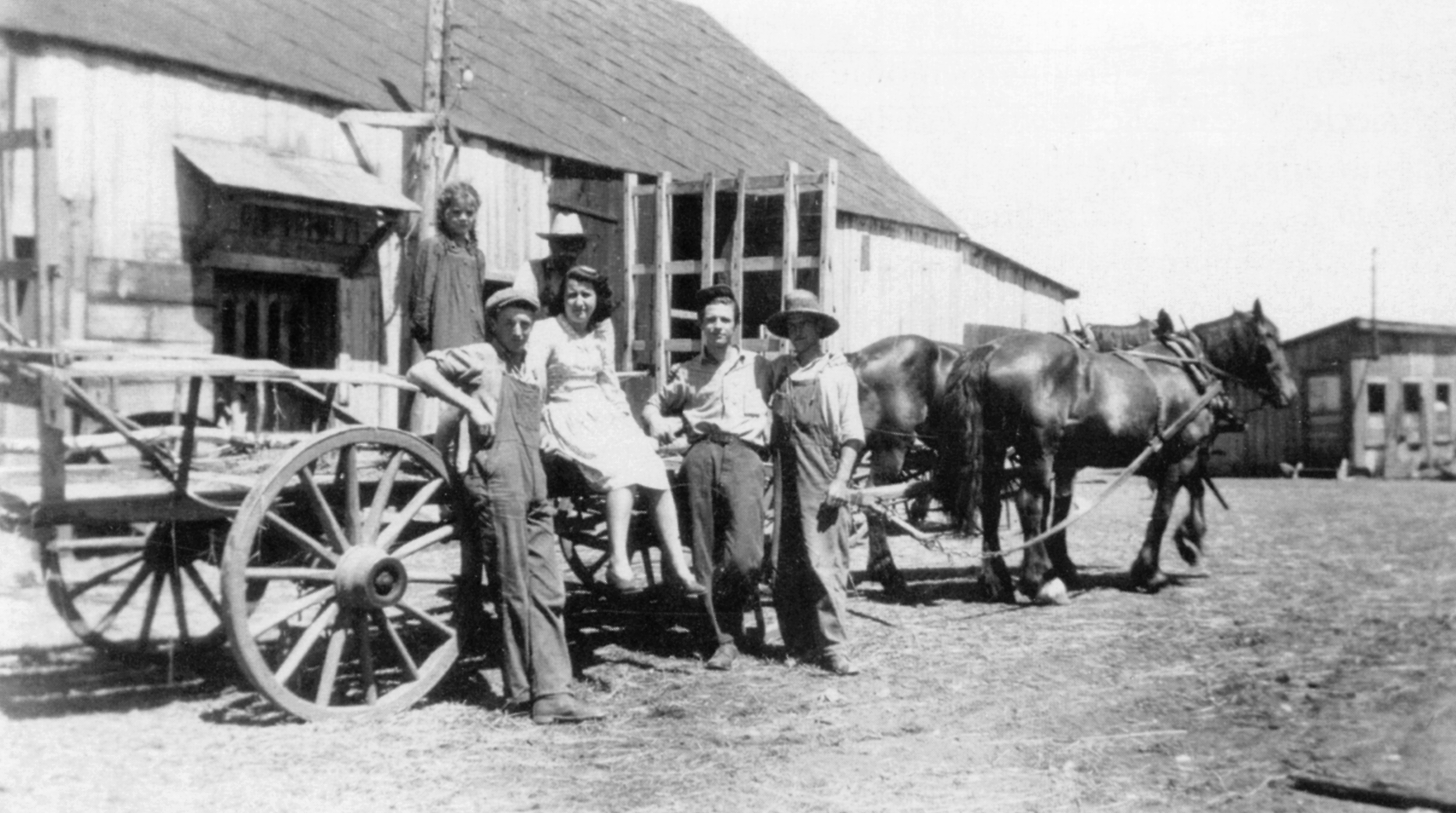
Une famille lors des débuts de la municipalité

En 1870, la paroisse de Saint-Alphonse-de-Liguori prit une petite partie de l'ouest de la ville. En 1915, Joliette décida d'agrandir son territoire en prenant possession de deux zones au nord et au sud de Joliette. En 1956, la partie à l'est de la rivière L'Assomption décida de se séparer de Saint-Charles-Borromée et de devenir ainsi Notre-Dame-des-Prairies et, en 1957, la partie au sud de Joliette appartenant encore à Saint-Charles-Borromée décida elle aussi de se séparer et de devenir la municipalité de paroisse de Saint-Charles-Borromée-Sud, qui plus tard fut annexée à son tour à Joliette pour devenir par la suite les quartiers Base-de-Roc et Carrefour du Vieux Moulin. À l'époque, cette section incluait aussi l'emplacement actuel des Galeries Joliette. La fondation de hôpital psychiatrique Saint-Charles, en 1958, a permis le développement d’un secteur résidentiel pour faire passer cette municipalité d’un caractère rural à résidentiel. En 1963, c'est la dernière annexion de Joliette sur Saint-Charles-Borromée avec l'annexion du quartier Christ-Roi. En 1986, elle devient la municipalité de Saint-Charles-Borromée. Saint-Charles-Borromée devient une ville en 2019. En 2020, la mort d'une jeune femme attikamekw à l'hôpital lance une polémique sur le racisme dans les établissements de santé au Québec.

### Chronologie
- 1er juillet 1855 : Érection de la paroisse de St. Charles Borrommée de la division du comté de Berthier en plusieurs entités municipales.
- 15 mars 1969 : La paroisse change son nom pour Saint-Charles-Borromée.
- 21 juin 1986 : La paroisse de Saint-Charles-Borromée change son statut pour celui de municipalité.
- 21 septembre 2019 : La Municipalité de Saint-Charles-Borromée change son statut pour celui de ville[7].

## Géographie
La rivière L'Assomption, qui coule du nord-est au sud-est, délimite l'est de la municipalité.

## Démographie
| 1996   | 2001   | 2006   | 2011   | 2016   | 2021   |
| ------ | ------ | ------ | ------ | ------ | ------ |
| 10 013 | 10 668 | 12 030 | 13 321 | 13 791 | 15 285 |

## Administration
Les élections municipales se font en bloc pour le maire et les six conseillers.
| Saint-Charles-Borromée Maires depuis 2001                                                                            |               |         |          |
| Élection | Maire         | Qualité | Résultat |
| 2001 | André Hénault |         | Voir     |
| 2005 | André Hénault | Voir    |          |
| 2009 | André Hénault | Voir    |          |
| 2013 | André Hénault | Voir    |          |
| 2017 | Robert Bibeau |         | Voir     |
| 2021 | Robert Bibeau | Voir    |          |
| Élection partielle en italique Depuis 2005, les élections sont simultanées dans toutes les municipalités québécoises |               |         |          |

## Maison historique Antoine-Lacombe

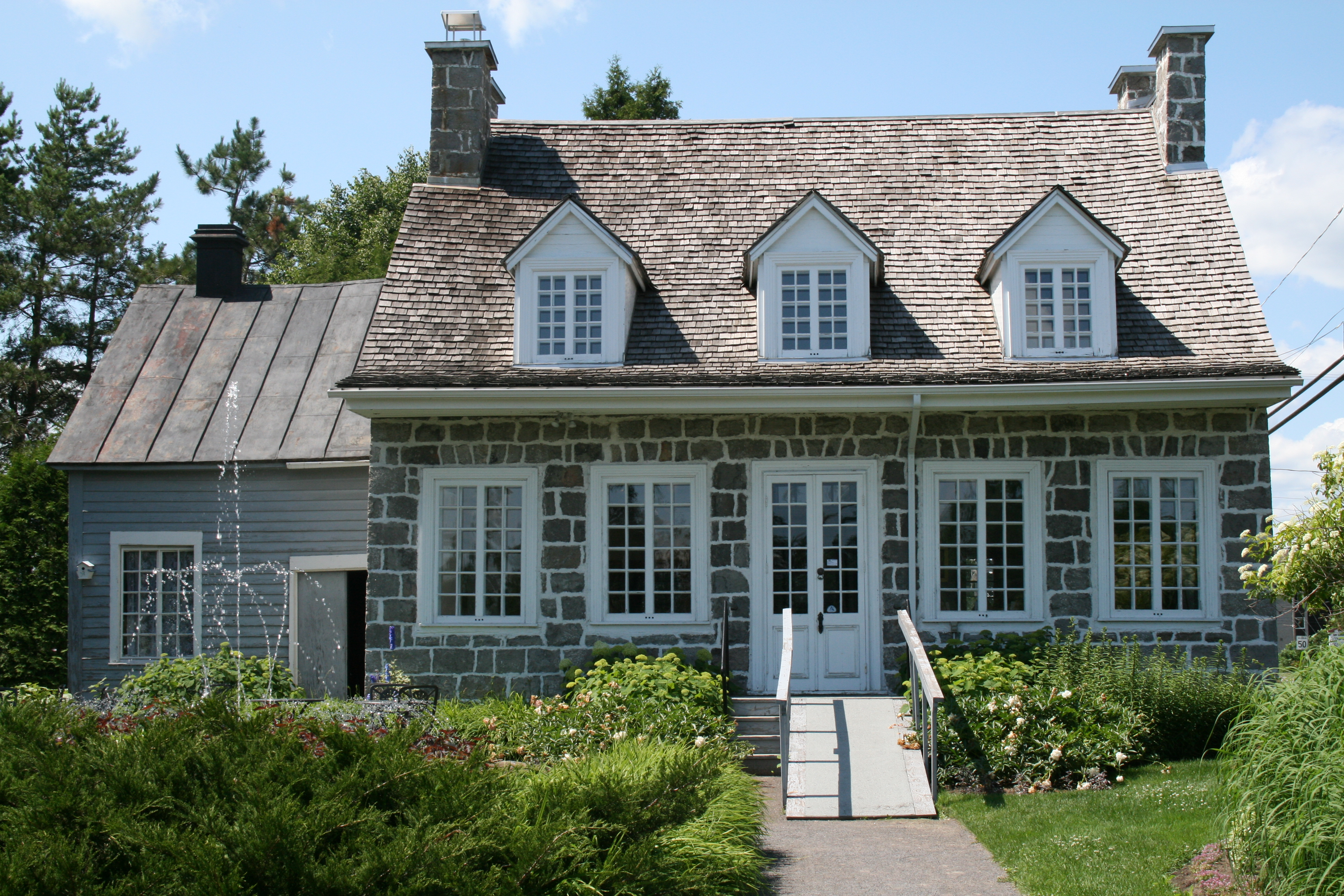
Maison Antoine Lacombe

La maison historique Antoine-Lacombe de Saint-Charles-Borromée (photo de l'infobox) fut érigée en 1847 par Antoine Lacombe, cultivateur. Antoine Lacombe est né en 1803 à Joliette et s'est établi en 1834 à Saint-Charles-Borromée. La maison fut reconnue monument historique en 1968. Elle est entourée de jardins spectaculaires.
La maison Antoine-Lacombe est une propriété de la municipalité de Saint-Charles-Borromée depuis 1989. Elle est gérée par une corporation à but non lucratif qui a pour mission de protéger et entretenir cet héritage patrimonial.

## Logo de la ville
Avant 2011, le logo de la municipalité de Saint-Charles-Borromée était l'œuvre de Guy Jobin. Il était composé à sa base des lettres S, C et B signifiant Saint-Charles-Borromée. Elles étaient écrites de façon stylisée, de couleur grise et bordées de vert. Dans le même style, on retrouvait, entre la lettre C et B, le profil d'une maison symbolisant l'aspect résidentiel de la municipalité et finalement des motifs de vert surplombaient l'ensemble symbolisant un arbre qui a pour tronc la face de la maison, les deux éléments dominants de la municipalité.
Le 25 septembre 2011, la municipalité dévoila un nouveau logo qui est à la base un cercle imparfait composé de trois teintes de vert sur lequel il est inscrit "Saint Charles Borromée" accompagné de motifs d'oiseau, de papillon et de feuilles symbolisant la nature.

Ancien logo avant 2011

## Éducation
Le  Centre de services scolaire des Samares administre les écoles francophones suivantes:
- L'école Vers l'Avenir, composée des pavillons Lorenzo-Gauthier et du Préambule accueille les élèves de l'ouest de la ville.
- L'école des Mésanges, composée des pavillons Sainte-Marie et Christ-Roi (à Joliette), accueille les élèves de l'est de la ville.
- L'école secondaire Thérèse-Martin (à Joliette).
- École secondaire de l'Espace-Jeunesse (école spécialisée pour jeunes).

La Commission scolaire Sir Wilfrid Laurier gère des écoles anglophones:
- École primaire Joliette à Saint-Charles-Borromée[13]
- École secondaire Joliette à Joliette[14]

Le 24 février 2010, on confirma le transfert de Joliette Elementery School, alors située à Saint-Paul, vers Saint-Charles-Borromée sur un terrain situé sur le boulevard L'Assomption Ouest, au coin de la rue Pierre-de-Coubertin. Il s'agit de la seule école primaire anglophone du comté.

## Santé
CSSS du Nord de Lanaudière, centre hospitalier régional.
Le Centre de santé et des services sociaux du Nord de Lanaudière (CSSSNL), regroupant le Centre hospitalier régional De Lanaudière (CHRDL) dessert la population au Nord de la région de Lanaudìère. Le centre administratif est situé au sud de Saint-Charles-Borromée, à l'extrémité nord du boulevard Sainte-Anne.

## Transports
La Division du transport de la MRC de Joliette a été créée en juin 2017. Elle regroupe sous la même enseigne les anciens organismes connus sous les noms de Corporation de transport Joliette métropolitain (CTJM), le transport collectif en milieu rural (TCMR), Transport adapté Joliette métropolitain (TAJM) et du Conseil régional de transport de Lanaudière (CRTL).
Le circuit numéro 2, ou circuit vert, couvre le territoire de Saint-Charles-Borromée. Il y a 51 arrêts d'autobus couvrant la ville dont sept sont accompagnés d'abribus. Les quatre circuits du Joliette métropolitain se rejoignent tous au centre-ville de Joliette sur la rue Saint-Louis en face du palais de justice. Le terminus de Joliette est situé au Carrefour Bélair sur la rue Saint-Louis (numéro 930). L'arrêt le plus au nord de la ville est situé au coin de la rue de la Visitation et de la rue du Curé-M.-Neyron.

## Charlois célèbres
- L'ingénieure en aérospatiale Farah Alibay
- L'actrice Mirianne Brûlé;

## Évêché
- Diocèse de Joliette